# 21062 Iasky
21062 Iasky è un asteroide della fascia principale. Scoperto nel 1991, presenta un'orbita caratterizzata da un semiasse maggiore pari a 3,0459465 UA e da un'eccentricità di 0,0377394, inclinata di 23,56852° rispetto all'eclittica.